# السويد خلال الاتحاد مع النرويج
إن الاتحاد بين السويد والنرويج موضوع جوهري في تاريخ السويد خلال القرن التاسع عشر. في الرابع من شهر نوفمبر عام 1814، شكّلت مملكتا السويد والنرويج اتحادًا شخصيًا تحت سلطة ملك واحد. كان لكل واحدة من الدولتين مؤسساتها الخاصة، باستثناء خدمات الخارجية التي ترأسها الملك عن طريق وزير الخارجية السويدي.
اعتبرت السويد الاتحادَ إسقاطًا واقعيًا لفكرة برزت منذ عدة قرون، مع أنها تعززت جراء خسارة فنلندا مؤخرًا. عندما تحقق الاتحاد أخيرًا، كان السبب هو الظروف السياسية خارج حدود إسكندنافيا. أدت الحروب النابليونية إلى فصل فنلندا عن السويد، ما وفر الفرصة لتعويض تلك الخسارة عن طريق انتزاع النرويج من الاتحاد الذي جمعها مع مملكة الدنمارك. استغلت السويد بشكل نشط تلك الفرصة، بينما أذعنت النرويج لاتحاد قسري آخر لا مجال للهروب منه. أدى الاختلاف الأولي في الآراء تجاه الاتحاد إلى حدوث صراعات سياسية متكررة، وأدت التأويلات المختلفة لهذا الاتحاد إلى انهياره في النهاية. انحل الاتحاد سلميًا في عام 1905.

## آخر ملوك سلالة فاسا
تربع الملك غوستاف الرابع أدولف (1778–1837) على عرش السويد في عام 1792، عقب اغتيال والده الملك غوستاف الثالث. كان عهده منحوسًا وانتهى على عجل. عقب إبرام معاهدات تيليست في عام 1807، دُعيت السويد للانضمام إلى النظام القاري. لكن الملك أجرى مفاوضات مع بريطانيا للتحضر من أجل الهجوم المشترك على مملكة الدنمارك-النرويج، والهدف وراء ذلك هو الاستحواذ على النرويج. في تلك الأثناء، أدى الهجوم الوقائي من طرف البريطانيين على البحرية الدنماركية في معركة كوبنهاغن (1807) إلى إجبار الدنمارك-النرويج على التحالف مع فرنسا. وقفت السويد في تلك الأثناء إلى جانب بريطانيا، فأجبر نابليون الدنمارك-النرويج على إعلان الحرب على السويد في التاسع والعشرين من شهر فبراير عام 1808. أصبحت السويد تحارب على جبهتين بعدما غزت روسيا فنلندا في الحادي والعشرين من شهر فبراير.
خشي الملك غوستاف الرابع من احتمال تعرض بلاده إلى هجوم مشترك من طرف الدنماركيين والفرنسيين، واعتبره الخطر الأكبر، لذا جمع جيشه في القسم الجنوبي من السويد ونظّم غزوًا للنرويج. تمكن الجيش النرويجي من طرد الغزاة تحت قيادة ولي العهد الجنرال كريستيان أوغست من أوغوستنبورغ. امتنع كريستيان أوغست عن ملاحقة الجيش السويدي خارج حدود البلاد، بينما تعرضت السويد لضغط شديد من الروس في فنلندا، بخلاف الطلبات الملحة من ملك الدنمارك فريدريك السادس. بحلول خريف عام 1808، احتل الروس كل فنلندا، وفي ربيع عام 1809، جهزوا أنفسهم للهجوم على البر الرئيسي للسويد.
في السابع من شهر مارس عام 1809، وبينما كانت خسارة السويد أمام روسيا في الحرب أمرًا واضحًا، نظّم الضباط المناوئون للانسياق نحو الحرب انقلابًا عسكريًا وتخلصوا من الملك. أُجبر الملك على التخلي عن العرش في التاسع والعشرين من شهر مارس، وسُجن مع عائلته في قلعة غريبسهولم. في الخامس من شهر يونيو، نُصب الدوق الوصي على العرش (عمّ غوستاف) كارل الثالث عشر ملكًا بعدما وافق على الدستور الجديد الليبرالي، الذي أقرّه الريكسداغ (البرلمان السويدي) في اليوم التالي. في شهر ديسمبر، نُقل غوستاف وعائلته إلى ألمانيا.

## سلالة جديدة

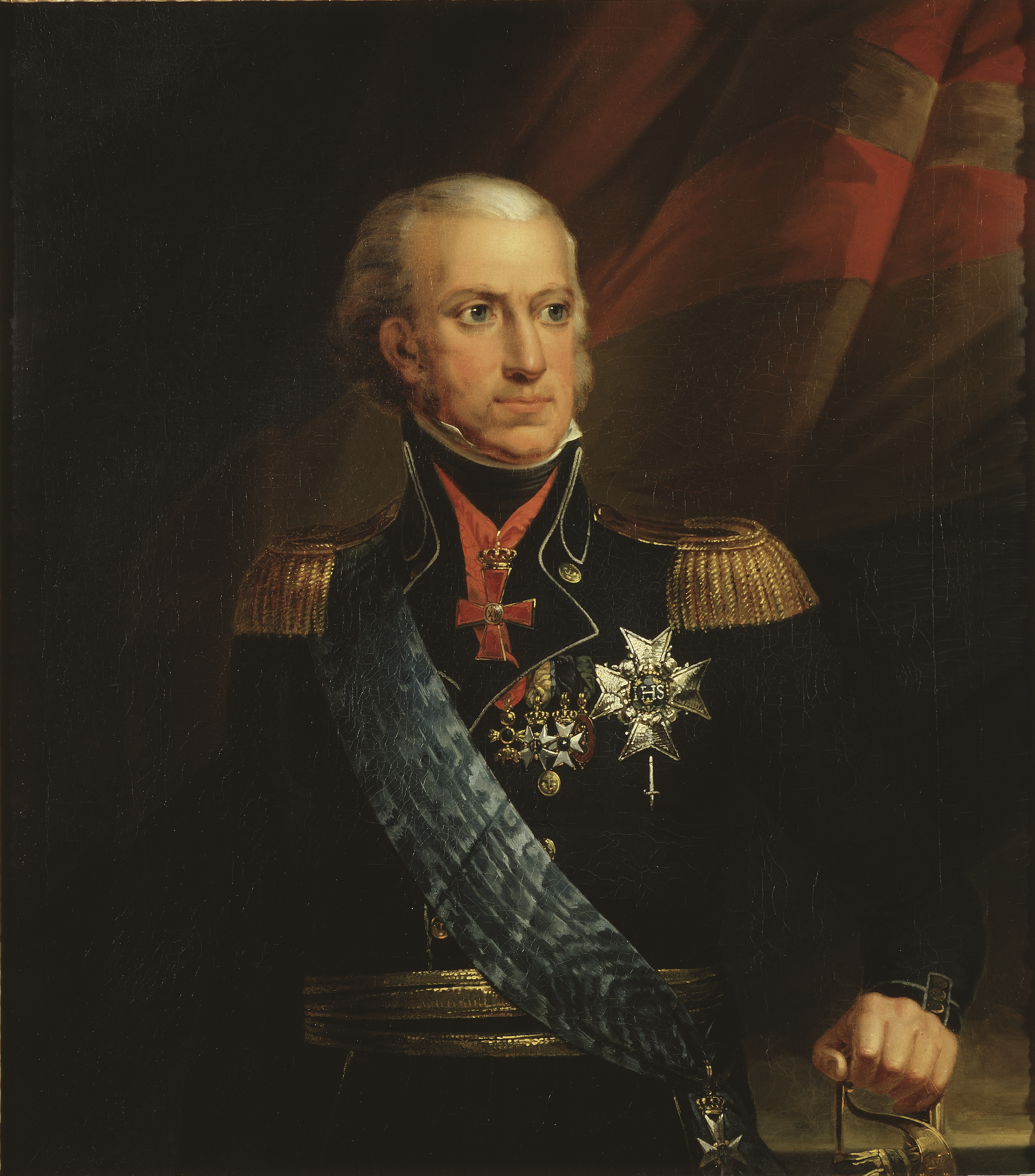
الملك كارل الثالث عشر (كارل الثاني في النرويج)

كان كارل الثالث عشر مقعدًا ولم ينجب أطفالًا. لذا من أجل تأمين خليفة لعرشه، تبنى الأمير كريستيان أوغست من أوغستنبورغ وجعله وريثًا له. كان كريستيان أوغست ولي عهد النرويج والقائد الأعلى للجيش النرويجي في أثناء مقاومة الأخير للغزو السويدي بين عامي 1808 و1809. اعتُبرت شعبيته الهائلة في النرويج ميزة لتحقيق المخططات السويدية الهادفة إلى الاستيلاء على النرويج. بالإضافة إلى ذلك، أبدى الأمير اهتمامه بالتقارب بين البلدين، وتجلى ذلك في امتناعه عن غزو السويد خلال الحرب مع روسيا. عندما أصبح ولي عهد السويد، غيّر اسمه ليصبح كارل أوغست من أوغستنبورغ. عقب وفاته في ظروف غامضة في الثامن والعشرين من شهر مايو عام 1810، تبنى كارل الثالث عشر المشير الفرنسي برنادوت (الذي أصبح اسمه لاحقًا كارل الرابع عشر يوهان)، وتلقى بيعة طبقات المجتمع الأوروبي في الخامس من شهر نوفمبر عام 1810.

أصبح ولي العهد الجديد أكثر الرجال شعبية وقوة في السويد خلال فترة قصيرة جدًا. أدى عجز الملك الكبير والخلافات في مجلس شورى الملك إلى وضع الحكومة، وتحديدًا إدارة العلاقات الخارجية، بين يدي ولي العهد. تبنى ولي العهد بكل جرأة سياسة مناهضة لرغبات وآمال رجال الدولة السويديين من أتباع المدرسة القديمة، لكنه تمكّن على الأرجح، من خلال هذه الطريقة، من التكيف مع الظروف. تخلى ولي العهد عن فنلندا، فكان واثقًا من أن روسيا لن تتنازل عنها بشكل طوعي، ولن تحلم السويد باستعادتها إلى الأبد، وإن استطاعت إعادة غزوها واحتلالها. لكن الاستيلاء على النرويج قد يعوّض عن خسارة فنلندا. خطط برنادوت، الذي أصبح رسميًا ولي العهد واسمه كارل يوهان، للاستيلاء على النرويج عن طريق الانضمام لأعداء نابليون، فلم يملك الأخير حليفًا مخلصًا سوى مملكة الدنمارك-النرويج.

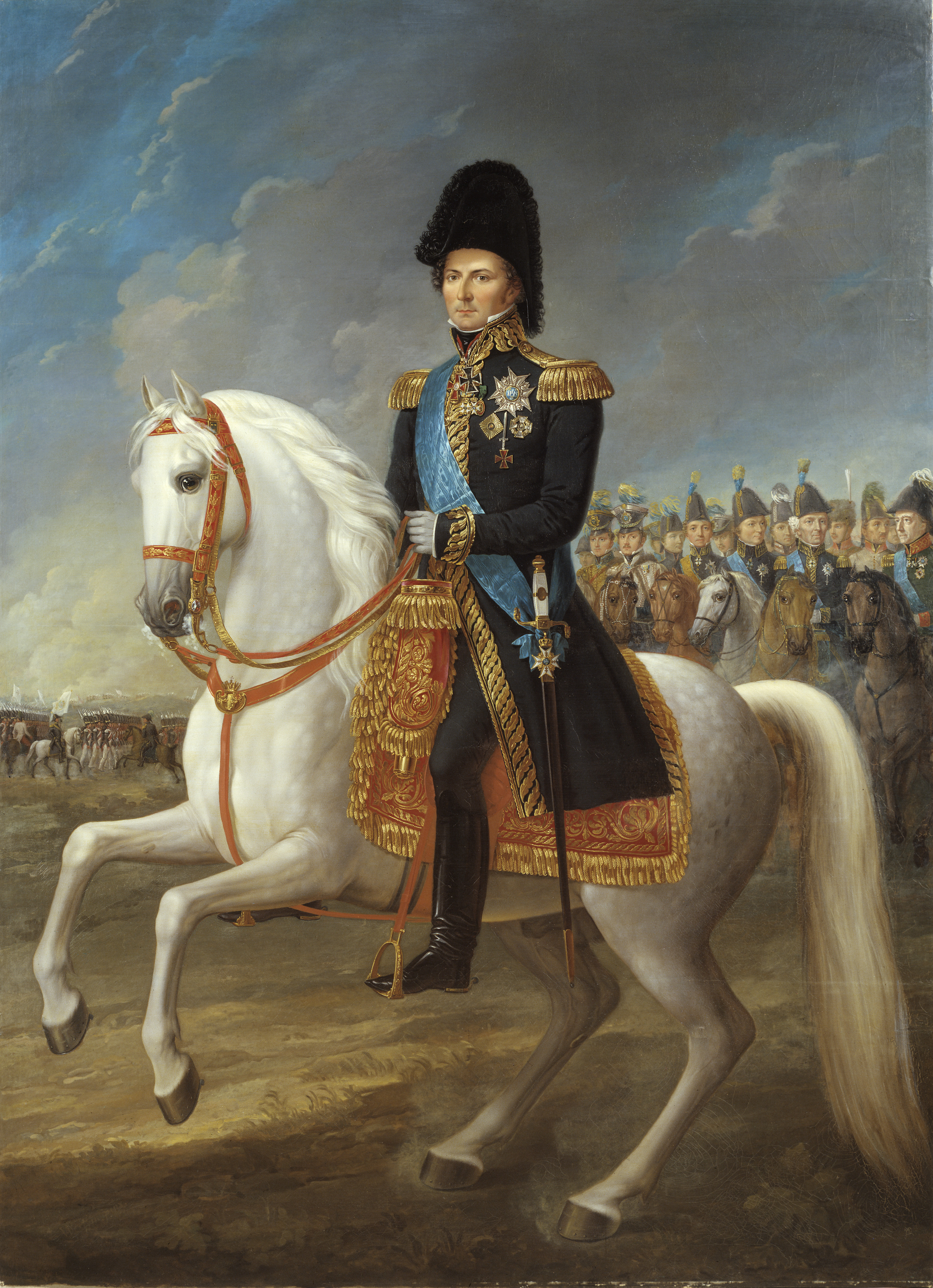
الملك كارل الرابع عشر يوهان (كارل الثالث في النرويج).

في البداية، اضطر كارل يوهان إلى الخضوع لإملاءات الإمبراطور. لذا اضطرت الحكومة السويدية في الثالث عشر من شهر نوفمبر عام 1810 إلى إعلان الحرب على بريطانيا العظمى، لكن الحكومة البريطانية تحت رئاسة سبنسر برسيفال تلقت في تلك الفترة معلومات خاصة مفادها أن السويد ليست طرفًا حرًا وأن الحرب ستكون شكلية. لكن الضغط الذي مارسه الإمبراطور نابليون أصبح لا يطاق أكثر فأكثر، ما أدى إلى احتلال الجيش الفرنسي منطقة بوميرانيا السويدية في عام 1812. أجرت الحكومة السويدية عندها محادثات سرية مع روسيا، ووقعّت معاهدة سان بطرسبرغ في الخامس من شهر أبريل عام 1812، التي اقتضت إرسال 30 ألف جندي لخوض حرب ضد نابليون في ألمانيا مقابل الحصول على وعود من الإمبراطور الروسي ألكسندر الأول تضمن استحواذ السويد على فنلندا. سعى نابليون متأخرًا إلى المزايدة على عرض ألكسندر عن طريق تقديم عرض آخر للسويد، وهو الحصول على فنلندا وجميع بوميرانيا (وتشمل أقصى بوميرانيا أيضًا) ومكلنبورغ، وفي المقابل، ستتعاون السويد بشكل نشط ضد روسيا.
طرح مجلس نواب أوربرو (أبريل–أغسطس من عام 1812)، الذي اشتُهر بإلغاء جزء من الدين الوطني للسويد وقوانين الصحافة الرجعية التي أقرها، قانونَ التجنيد العام في السويد، ما مكّن ولي العهد من استكمال سياسته الطموحة. في شهر مايو عام 1812، تواسط ولي العهد لإجراء محادثات سلام بين الإمبراطوريتين الروسية والعثمانية حتى يسمح لروسيا باستخدام جميع قواتها ضد فرنسا (معاهدة بوخاريست)، وفي الثامن عشر من شهر يوليو، في أوربرو، أُجريت محادثات سلام أخرى بين المملكة المتحدة من جهة وروسيا والسويد من جهة أخرى.
كانت تلك المعاهدتان في الواقع حجر أساس التحالف الذي نشأ ضد نابليون، وأُقِرَّتا عند اندلاع الحرب الفرنسية الروسية عن طريق مؤتمر جمع ألكسندر وكارل يوهان في مدينة توركو الفنلندية في 30 أغسطس عام 1812، فأخذ القيصر الروسي على عاتقه مهمة وضع كتيبة من الجيش مؤلفة من 35 ألف رجل تحت تصرف ولي عهد السويدي من أجل غزو النرويج.